# Cradle Mountain
Cradle Mountain - góra położona na Tasmanii o wysokości 1 545 m n.p.m., stanowi charakterystyczny element Parku Narodowego Cradle Mountain-Lake St Clair. Cradle Mountain zbudowana jest z diabazu.
W skład góry wchodzą cztery szczyty: Cradle Mountain (1 545 m n.p.m.), Smithies Peak (1 545 m n.p.m.), Weindorfers Tower (1 459 m n.p.m.) i Little Horn (1 355 m n.p.m.).